# Matara
Pour la ville d'Érythrée, voir Matara (Érythrée).
Matara (cinghalais මාතර ; tamoul : மாத்துறை) (jadis Mahathota) est une ville située sur la côte sud du Sri Lanka, à 160 km de Colombo. C'est la capitale du district de Matara, dans la Province du Sud. Habitée de 76 254 personnes en 2001, pour 1 283 km2, elle a été durement touchée par le tsunami consécutif au tremblement de terre du 26 décembre 2004.

## Histoire

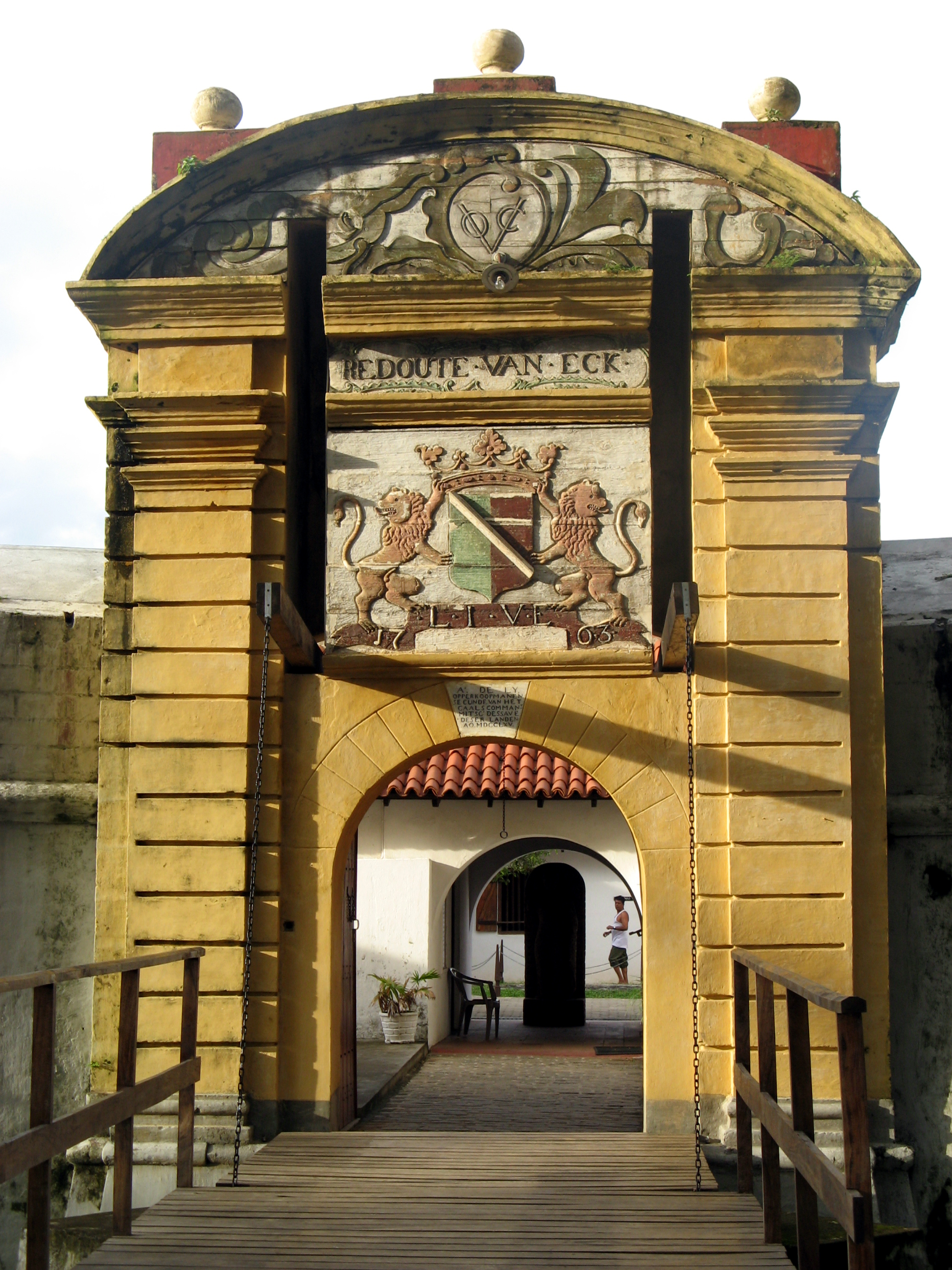
Porte du fort Star Fort

Matara appartient historiquement au Ruhuna, un des trois royaumes du Sri Lanka (Thun Sinhalaya). Selon le Mahavamsa, les premiers indiens à atteindre l'île s'installèrent dans la région, le long des berges de la Nilwala. Les rois cinghalais y construisirent de nombreux sanctuaires, comme ceux de Weherahena et de Tondeswaram (shivaïte, encore à localiser). On leur doit également le temple au centre de la ville, désormais consacré au culte bouddhique.

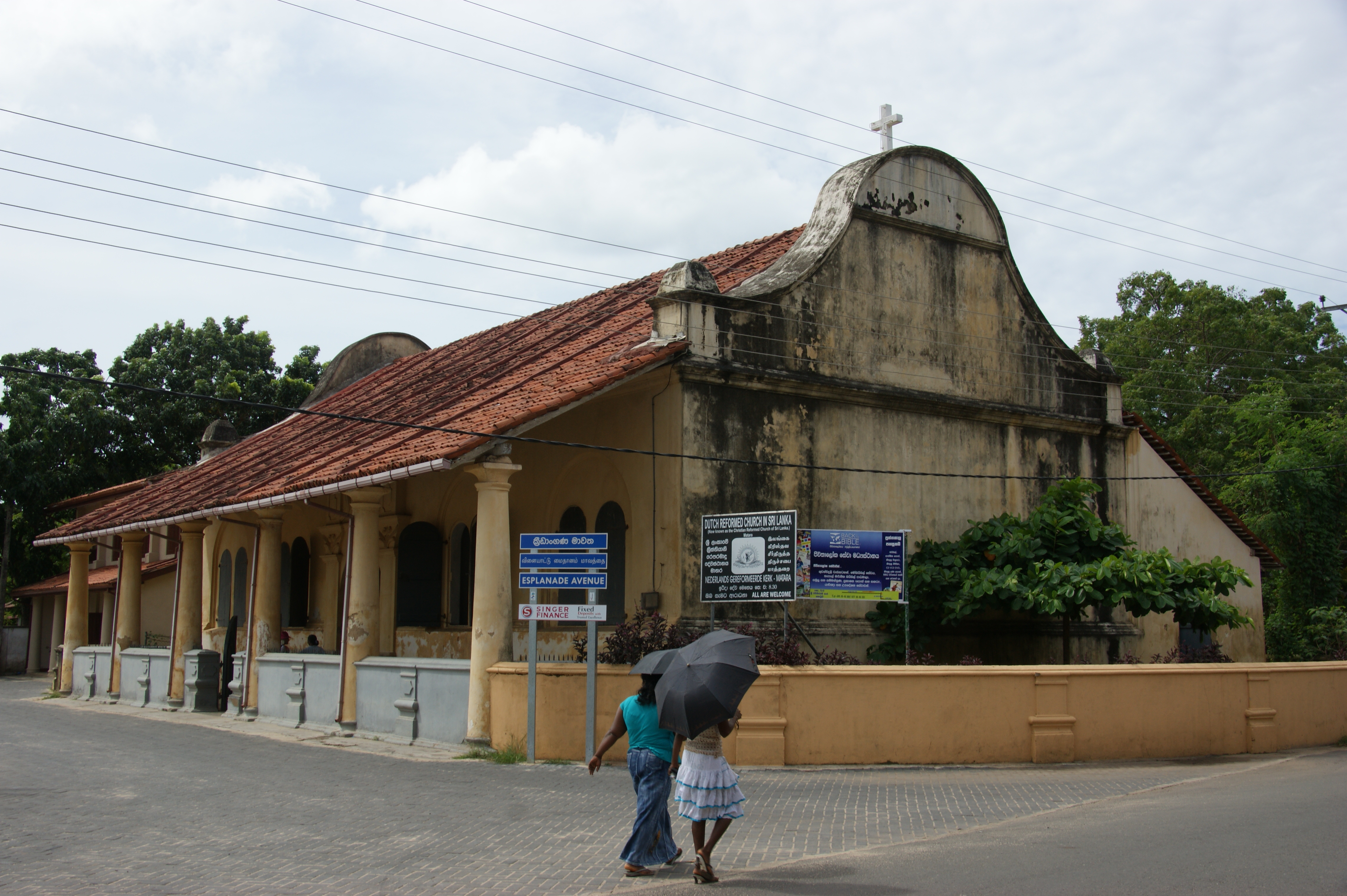
Église hollandaise

Entre 1505 et 1640, Matara appartint aux Portugais, qui construisirent le premier fort (Matara Fort) en 1560, puis aux Néerlandais, qui y construisirent une église hollandaise entre 1686 et 1706 et un autre fort (Star Fort) entre 1763 et 1765. Les Néerlandais construisirent aussi le premier phare du cap Dondra, un des plus anciens du Sri Lanka, ainsi que l'église Sainte Marie et le vieux marché de Nupe (en).
Dans la région ont vécu l'écrivain cinghalais Kumaratunga Munidasa (1887–1944) et la poétesse Gajaman Nona (1746-1815).

## Population
La plupart des habitants sont cinghalais, avec une minorité d'origine arabe, descendant de commerçants arrivés sur place aux XVIe siècle et XVIIe siècle

## Transports
En 1895 fut inaugurée une ligne ferroviaire entre Colombo et Matara via Galle. Matara est traversée par la route nationale 2, qui la relie vers l'est à Wellawaya via Tissamaharama, et vers l'ouest à Colombo via Galle. L'autoroute E0 1 (Southern Expressway), construite entre 2010 et 2020, relie Matara à Colombo et à Hambantota.

## Éducation
Enseignement supérieur
- Université de Ruhuna : fondée en 1978, elle accueille un peu plus de 6000 étudiants répartis dans sept facultés.

Enseignement secondaire
- Rahula College : d'origine bouddhiste, fondé en 1923, il accueille plus de 7000 garçons.
- Sujatha Vidyalaya : équivalent pour les filles fondé en 1929 (plus de 6000 étudiantes)
- St.Thomas' College : fondé en 1844, 3600 garçons
- St. Thomas Girls' High School
- St.Servatius College
- St.Mary's Convent : fondé en 1908
- Matar Central College
- MR/Dharul Uloom M.V
- Telijjawila Central College
- Telijjawila Royal College
- Narandeniya National College
- Sariputha vidyalaya